# ان‌جی‌سی ۵۱۴
ان‌جی‌سی ۵۱۴ (انگلیسی: NGC 514) نام یک کهکشان در صورت فلکی ماهی است.